# Política das Maldivas

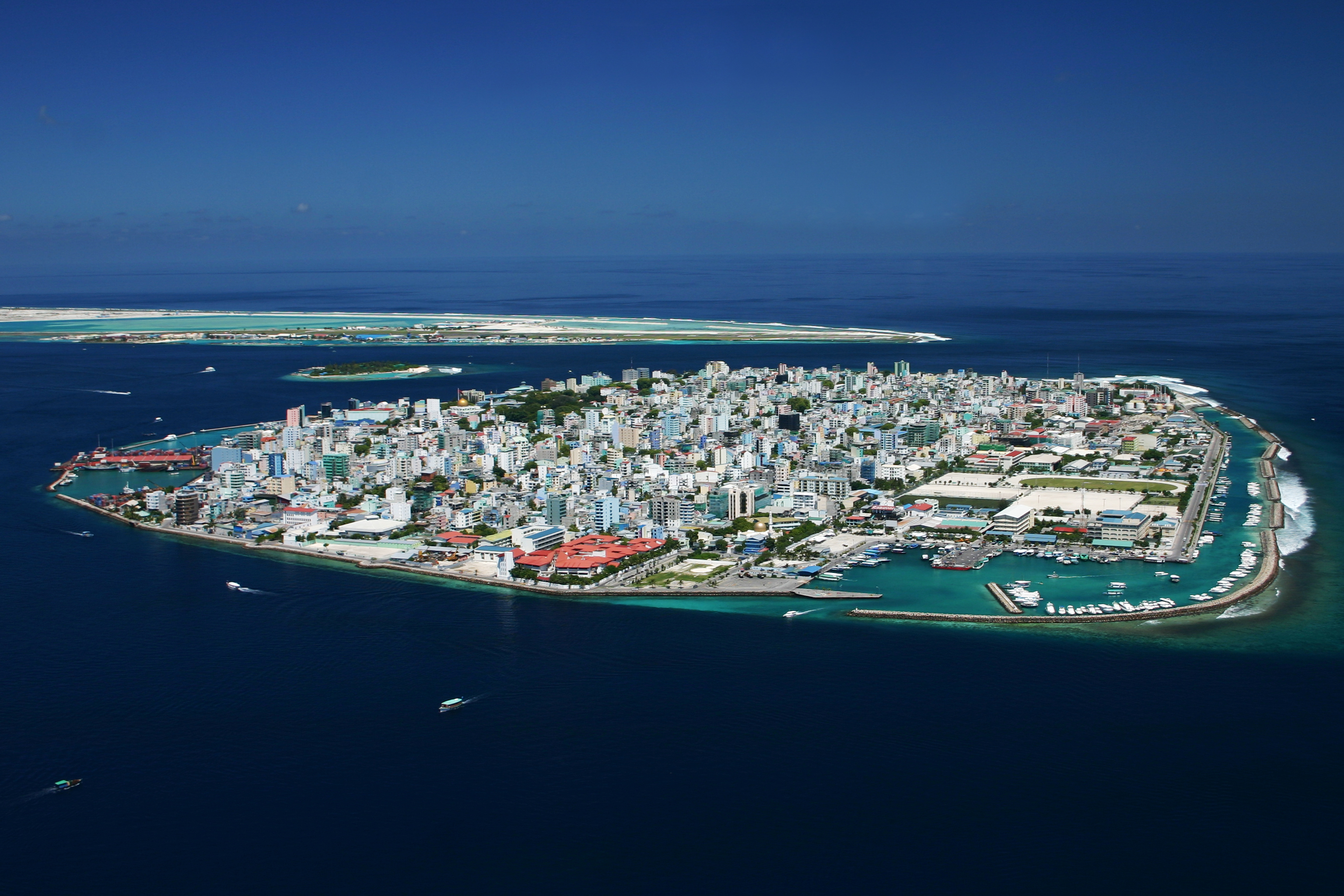
Malé, capital das Maldivas.

As Maldivas são uma república presidencialista na qual o presidente é o chefe de estado e governo. O presidente é eleito por cinco anos, por voto secreto do parlamento e depois referendado pela população.
O poder legislativo é exercido por um parlamento unicameral, a Majlis das Maldivas, composta por cinquenta membros, quarenta e dois eleitos por sufrágio universal e oito nomeados pelo presidente. Renova-se a cada cinco anos.
Até 2005 as Maldivas tinham um sistema unipartidarista dominado pelo Dhivehi Rayyithunge Party. Nesse ano foram legalizados outros partidos políticos, sendo o Partido Democrata das Maldivas o principal partido de oposição.
O primeiro Presidente eleito democraticamente nas Maldivas foi Mohamed Nasheed.